# Trittame xerophila
Trittame xerophila là một loài nhện trong họ Barychelidae. Loài này phân bố ờ Queensland.